# Niverød Teglværk
Niverød Teglværk var et teglværk i Niverød i Nordsjælland.
Niverød Teglværk blev anlagt i 1838 af gårdmand Hans Frederiksen i Niverød Strandmose – et smalt landområde der hørte under Niverød Landsbys jorde og som lå ned mod Øresundskysten. I dag ligger området lige vest for Nivå Havn.
Da jorden og havbunden rummede store forekomster af ler lå der ikke mindre end fire konkurrerende teglværker i lokalområdet. De tre andre var Nivaagaards Teglværk ved Nivå, fra 1854 Lerbjergaard Teglværk, der lå umiddelbart vest for Niverød Teglværk samt fra 1856 Sølyst Teglværk, der lå lige syd for Niverød Teglværk. Disse tre teglværker lå i umiddelbar nærhed af hinanden.
I 1848 udvidede den daværende ejer, Niels Nielsen, værket, der nu kunne producere lidt over en million mursten om året. Dermed var Niverød og Nivaagaard Teglværk nogenlunde lige store. I 1863 fusionerede værket med Lerbjerggård Teglværk.
I starten af 1900-tallet fik Niverød Teglværk problemer med at få ler nok og fik sammen med Sølyst Teglværk tilladelse til at grave ler i Øresund. Der blev i den forbindelse anlagt et dige, bag hvilket lergravningen kunne foregå. Diget brød sammen under en storm i 1930og vandet brød igennem og gjorde lergraven fuldstændig ubrugelig. Senere er Nivå Havn anlagt på stedet.
Niverød Teglværk eksisterede dog helt frem til 1962, hvor det blev lukket og efterfølgende revet ned. Grunden, hvor teglværket lå er stadig ubebygget. Den eneste rest er ejerboligen fra 1868 der i dag er i privat eje.
|  | Denne artikel om en bygning eller et bygningsværk kan blive bedre, hvis der indsættes et (bedre) billede. Du kan hjælpe ved at afsøge Wikimedia Commons for et passende billede eller lægge et op på Wikimedia Commons med en af de tilladte licenser og indsætte det i artiklen. |

55°56′23″N 12°28′59″Ø / 55.93972°N 12.48306°Ø